# Войнич, Вильфред Леонардович
Ви́льфред Леона́рдович Во́йнич (англ. Wilfrid Michael Voynich, настоящее имя Михал Войнич, герба Абданк, пол. Michał Wojnicz; 31 октября 1865, Тельши, Ковенская губерния, Российская империя (ныне Литва) — 19 марта 1930, Нью-Йорк) — польский аптекарь, библиофил и антиквар, первооткрыватель знаменитой «Рукописи Войнича», муж Этель Лилиан Войнич и деятель революционного движения.

## Биография
Польско-литовского шляхетского происхождения; род Войничей был внесён в книгу дворянства Ковенской губернии. Сын титулярного советника. Окончив гимназию в Сувалках и сдав экзамен на аптекаря, после непродолжительной работы в Гродненской аптеке поступил в Московский университет на факультет права.
10 октября 1885 года был арестован в Ковно за участие в польской социал-демократической партии I Пролетариат. Пробыв 18 месяцев в Варшавской цитадели, был сослан в село Тунка в Забайкалье (Сибирь). В 1890 году был переведён в Иркутск, а затем в Балаганск, но по дороге бежал. Через Монголию добрался до Гамбурга, боясь, что Германия может выдать его России, скрывался в доках. Купил билет 3-го класса и сел на отходящее в Лондон судно. Корабль с фруктами, где он оказался, чуть не погиб в штормах и был отнесен к скандинавскому берегу. 5 октября 1890 года он прибыл в Лондон.
В 1902 году он женился на Этель Лилиан Буль, дочери известного английского математика Джорджа Буля, симпатизировавшей революционному движению. Этель Лилиан Войнич — писательница, автор популярного в России, а после и в СССР романа «Овод». Вместе с нею Войнич эмигрировал в начале XX века в США.
В 1897 году он открыл сначала в Лондоне, а в 1915 году и в Нью-Йорке собственный антикварный магазин.
Сегодня он известен прежде всего как первооткрыватель знаменитой «Рукописи Войнича».